# Look Back at It
Look Back at It è un brano del rapper statunitense A Boogie wit da Hoodie, pubblicato come singolo principale del suo secondo album in studio Hoodie SZN nel dicembre 2018.

## Descrizione
Una versione con il cantante sudcoreano Park Woo-jin è stata resa disponibile il 6 dicembre 2018, un giorno prima della versione solista. Contiene delle interpolazioni tratte da Remember the Time e You Rock My World di Michael Jackson.

## Video musicale
Il video musicale è stato pubblicato su YouTube il 30 gennaio 2019 ed è stato girato presso la Dekalb Academy of Technology and Environment. Il rapper ha in seguito spiegato che ha voluto girare il video in una scuola superiore perché si considera «una voce della gioventù».

## Tracce
Testi e musiche di Artist Dubose, Christian Ward, Christopher Dotson, Fred Jerkins III, Jahaan Sweet, Leshawn Ameen Daniels, Matthew Samuels, Michael Jackson, Nora Sheena Payne, Rodney Jerkins.
1. Look Back at It – 2:59
2. Look Back at It (feat. Park Woo-jin) – 3:04

## Remix
Il 6 giugno 2019 il rapper ha pubblicato sulle piattaforme streaming il remix del singolo in collaborazione con il rapper salernitano Capo Plaza. Il brano ha ottenuto molto successo in Italia tanto da raggiungere la posizione numero 19 nelle classifiche italiane e la numero 43 nella classifica di fine anno 2019, oltre a certificarsi 2 volte disco di platino
Testi e musiche di Artist Dubose, Luca D'Orso.
1. Look Back at It (feat. Capo Plaza) – 3:45

## Successo commerciale
Look Back at It ha debuttato al numero 95 della classifica Billboard Hot 100 degli Stati Uniti nella settimana del 22 dicembre 2018. La canzone ha continuato a scalare la classifica nelle settimane successive. Ha raggiunto la posizione numero 27 nella settimana del 16 febbraio 2019. La canzone è diventata il secondo singolo più conosciuto di A Boogie fino ad oggi, dopo "Numbers", che ha raggiunto la posizione numero 23. Il 4 aprile 2019, il singolo è stato certificato platino dalla Recording Industry Association of America (RIAA) per la vendita di oltre 1 milione di copie digitali negli Stati Uniti.

## Classifiche

### Classifiche settimanali
| Classifica (2018/19) | Posizione massima |
| -------------------- | ----------------- |
| Australia            | 41                |
| Austria              | 58                |
| Belgio (Fiandre)     | 7                 |
| Canada               | 23                |
| Repubblica Ceca      | 57                |
| Danimarca            | 13                |
| Finlandia            | 17                |
| Francia              | 45                |
| Germania             | 26                |
| Irlanda              | 25                |
| Italia               | 19                |
| Norvegia             | 40                |
| Nuova Zelanda        | 22                |
| Paesi Bassi          | 88                |
| Portogallo           | 63                |
| Regno Unito          | 51                |
| Romania              | 10                |
| Slovacchia           | 48                |
| Stati Uniti          | 27                |
| Svezia               | 76                |
| Svizzera             | 50                |
| Ungheria             | 10                |

### Classifiche di fine anno
| Classifica (2019)           | Posizione |
| --------------------------- | --------- |
| Canada                      | 59        |
| Danimarca                   | 96        |
| Italia Remix con Capo Plaza | 43        |
| Stati Uniti                 | 41        |